# 若菜嘉晴
若菜 嘉晴（わかな よしはる、1953年12月5日 - ）は、福岡県八女郡羽犬塚町（現・筑後市）出身の元プロ野球選手（捕手）・コーチ、解説者・評論家。
愛称は「ナッパ」。

## 経歴

### プロ入りまで
小学6年生まで習っていた書道では全国大会で入選し、文部大臣賞を受賞している。柳川商高では、1970年春季九州大会で福岡県予選南部決勝まで進むが、大濠高に敗退。その後も県予選で敗れ、在学中に甲子園に出場することはなかった。柳川商業から阪神時代までチームメートであった真弓明信とは「ナッパ」、「ジョー」と呼び合うなど、親友として知られる。

### ライオンズ（西鉄・太平洋・クラウン）時代
1971年のドラフト4位で西鉄ライオンズに入団。契約金700万円、年俸168万円。上位3名が拒否したため、同年入団選手では若菜が最上位であった。
1973年にはライオンズは福岡野球が経営する体制となり当時の中村長芳オーナーが所有していた米国1Aのローダイ・ライオンズに野球留学するなど将来を嘱望されるものの、一軍にはなかなか定着できなかった。ローダイ在籍時のチームメイトに、のちヤクルトスワローズでプレーするラリー・ハーローがいた。
1974年には貧血のため1ヶ月ほど入院し、退院後は和田博実二軍監督が彼の青白い顔とやせ細った体を「しょぼくれた菜っぱみたい」と評したことから、「ナッパ」と愛称を付けられる。
1975年の秋には戦力構想から外れかけていたが、巨人とのオープン戦で相手の長嶋茂雄監督が評価したことで契約更新につながったという。
エースの東尾修にはノーサインで投げてもらって組み立ての基礎を学ぶ。
1977年には西沢正次、楠城徹らを抑え捕手の定位置を確保する。同年のオールスターにも初出場し、7月23日の第1戦（平和台）では7回裏に鈴木孝政からソロ本塁打を放つ。同年は規定打席には届かなかったが、打率.292と活躍。
1978年も正捕手として活躍するが、打撃面で低迷。
1979年に田淵幸一・古沢憲司との大型トレードで、真弓・竹之内雅史・竹田和史と共に阪神タイガースへ移籍した。

### 阪神時代
阪神では、移籍1年目の小林繁とバッテリーを組み、小林とは普段も一緒で「王さんには上げた右ヒザを狙ってスライダーを投げよう」と話したこともあった。強肩の捕手であったが、移籍1年目の同年は1960年の野村克也と日本タイ記録となるシーズン17個のパスボールを喫した。そのうちの14個が江本孟紀の投じたエモボールであり、スパイ対策のためにノーサインで江本の球を受けたことによるものである。
同年はキャリア唯一のダイヤモンドグラブ賞も受賞し、打撃面でも初の規定打席到達で打率.303（リーグ10位）を記録するなど阪神の主力選手となり、オールスター4年連続出場（1979年 - 1982年）も果たす。しかし移籍4年目の1982年には、女優の白川和子との不倫交際が取り沙汰され、首脳陣と衝突して出場機会が減り、オフに自由契約となり退団した。
阪神退団後は渡米し、当時阪神と友好関係にあったメッツ傘下3Aのタイドウォーター・タイズに加入するが、監督を務める元巨人のデービー・ジョンソンから若手育成のためコーチを任され、1983年シーズン途中まで務めた。
なお、1979年5月29日は1試合で5三振をするワースト記録を作っている。

### 大洋時代
1983年シーズン途中に帰国し、6月末に関根潤三監督率いる横浜大洋ホエールズに入団。当時の大洋は捕手に辻恭彦、加藤俊夫、福嶋久晃などを併用していたが、いずれの選手も高齢化が進んでおり、さらには辻が骨折で離脱するなどの状況で若返りを図る意味から獲得に踏み切った。3A時代の監督であるジョンソンと関根は巨人時代にコーチと選手として同僚であったことも入団の契機となった。
1985年には自身唯一の全試合出場を果たすなど、近藤貞雄新監督となった横浜大洋でも正捕手として活躍した。同年、3年ぶりの出場となったオールスターでは7月21日の第2戦（川崎）では2回表に佐藤義則から先制2ラン本塁打を放ち、山内一弘に続いて史上2人目の両リーグ本塁打を達成している。
1986年には打率.288（リーグ11位）の好記録を残す。
実用英語技能検定1級を所持し、アメリカでコーチをするなどの語学力を活かして、大洋時代は巨人のレジー・スミスやウォーレン・クロマティをよく挑発していた。スミスに対しては「顔面スレスレのビーンボールを多用する」→「激怒したスミスが若菜に砂を掛ける」→「その報復としてさらにビーンボールが多用される」といった悪循環もあったが、1980年代後半にはクロマティとの駆け引きで有名になり、バッターボックスで口論になっていた。遠藤一彦がクロマティを三振にとってチェンジになる際、遠藤と若菜は2人で頭を人差し指で指し"頭脳の差"というアピールをし、クロマティの怒りを誘っていた。クロマティも「仲の悪かった選手」として若菜を挙げている。しかし一方で、「犬猿の仲」というわけではなく、OBオールスター戦で若菜とクロマティが同じチームでプレイすることもよくあった。
1987年8月4日の巨人戦（横浜）では、ホームに返球されてきたボールがバウンドして、うまい具合に若菜の左脇に挟まり、そのまま捕球した体勢でランナー・中畑清とクロスプレーとなり、あたかもタッチしたと見せ掛けたプレーで刺殺を取った。この「若菜の空タッチ」はフジテレビ『プロ野球珍プレー・好プレー大賞』で採り上げられ、曲者の若菜を象徴するプレーである。
同年に古葉竹識が新監督に就任して以降は出番が減少。
1988年オフにはついに不満が爆発。公然と球団批判を展開していたという情報があり、今回は首脳陣との衝突にとどまらず、チームメートをも揶揄。
1989年1月5日に謝罪文を提出して一旦決着も、シーズン開幕後、日本ハムファイターズの新監督に就任していたかつての上司である近藤に誘われ、無償トレードで移籍した。

### 日本ハム時代
リーグを代表する捕手だった田村藤夫の控え捕手としての在籍だったが、近藤は若菜を「チャンスに強い打撃。チームの雰囲気をガラっと変えるキャラクター。田村は超一流のキャッチャーだが、年齢のことを差し置いても、若菜は一流のキャッチャー」と評した。
移籍2年目の1990年には首脳陣に「酒井光次郎をモノにしてくれ」と頼まれ、左腕でカーブがいい酒井を大洋時代の新浦壽夫への組み立てを思い出してリードし、酒井は10勝を挙げ、新人王を争った。
1991年シーズン終了後に現役を引退した。

### 引退後
引退と同時に吉本興業とマネジメント契約し、ラジオ関西「ゴールデンナイター」解説者（1992年 - 1996年）として活動。解説業の傍ら、1992年にはボクシングのトレーナー免許を取得し、大阪市淀川区のアポロジムで指導に当たった。
1997年からは福岡ソフトバンクホークスの前身のダイエーホークス一軍バッテリーコーチに就任し、同時に吉本興業とのマネジメント契約とラジオ関西との解説者契約を解消。コーチ時代はロッテを経てFAで加入した田村と共に若手の城島健司を指導し、城島を二人三脚で育てたことで知られる。
なかなか捕手としての技能が向上しない城島を巡って王貞治監督とたびたび衝突し、就任1年目の1997年のオールスター期間中、王から城島のリードや捕球のまずさを叱責され、王は一塁手か三塁手へのコンバートを示唆した。若菜は反論したが、球団に辞任を申し出たこともある。若菜は東京の自宅に戻っていた王に電話を入れたところ、電話に出た王夫人はあえて王と代わらずに「主人から話は聞いています。お仕事に口を挟むようで申し訳ないのですが、今、あなたと主人との板ばさみになって困るのは城島君ではないでしょうか。お電話のことは主人に私からお伝えしておくので、もう一度考えてみてください」と上手くとりなした。王にも若菜が謝罪していると伝え、これにより両者は和解することができ、城島もコンバートせずに捕手として成長していった。事の真相を若菜が夫人から聞かされたのは、ホークスが福岡移転後初優勝した1999年のハワイへの優勝旅行の時だったという。
2年連続リーグ優勝と1999年の日本一に貢献したが、2001年9月30日の近鉄戦（福岡D）前のバッテリーミーティングで、王のシーズン本塁打記録55本に並んでいたタフィ・ローズに対し「近鉄に優勝されるわ、監督の記録は抜かれるわじゃ申し訳が立たない。外国人に抜かれるのは嫌だ。王さんは記録に残らなければならない人。ローズに積極的になるな」と発言したと報道された事が物議を醸した(後述)。なお、ローズはこの日新記録達成のため「1打席でも可能性は多い方がいい」という梨田昌孝監督からの計らいで、この日はいつもの打順である3番ではなく1番スタメンで出場したが、結果的にホークスバッテリーはローズに対して全18球中僅か2球だけしかストライクを投じずまともに勝負をする事は無かった(試合自体は近鉄が12-4で勝利)。この件に関して10月1日にはNPBコミッショナーがフェアプレーを求める異例の声明を発表し、さらに翌2日にはパ・リーグ会長がこの件でホークスに厳重注意処分とした。若菜自身は同年シーズン限りでコーチを退任した。
プロ野球マスターズリーグ・福岡ドンタクズに内野手として参加した。
2002年から2007年まではTVQ九州放送で、2009年からは福岡放送で野球解説者となる。また、ホークス球団制作中継（J SPORTS→日テレプラス→FOXスポーツ&エンターテイメント→スポーツライブ+）にも解説を行うほか、FBSの『めんたいワイド』や『バリはやッ!ZIP!』にもコメンテーターとして出演し、2003年よりスポーツニッポン西部本社→東京本社西部総局評論家も務めている。日本ハムOBということもあり、2007年には1年だけSTVラジオ野球解説者も務めた。
2020年10月より池田親興のYouTubeチャンネル「池田親興のちかチャンネル!」に池田の相方役として登場している。

## 人物
上述の通り、2001年9月30日の対近鉄戦にて、王のシーズン本塁打記録55本に並んでいたローズに対して露骨な敬遠策を指示したとされているが、後年のインタビューによると若菜は「ある記者に『個人的な考えとしては、子供たちの目標になるとすれば、どうせ抜くのなら日本人選手がいい』と言ったことがいろんな方向で大きくなっただけ」と述懐しており、加えて「そもそも一コーチが『歩かせろ』なんて指示は出せませんよ。決定権は監督にしかない。あとはバッテリー。結局どういう考えだったのか、あのバッテリーでないとわからないですよ。ただ、雰囲気としてはあったと言えます。周りが何となくわかっていたと思いますよ。気を遣わないほうがおかしいでしょ」と敬遠の指示は明確に否定しつつも、「方向性」の存在は感じたという旨を述べている。また、若菜によれば自身以外にも「満塁でローズだったらどうしたらいい?」と聞くと「それでも勝負しないほうがいい」と言うコーチもいた他、この日先発として登板した田之上慶三郎には最高勝率のタイトルがかかっていたという事もあり、簡単に「打たれる覚悟で勝負しろ」とは言えない状況だったという。
なお、この騒動から約12年後の2013年シーズンに注目された、当時東京ヤクルトスワローズに在籍していたウラディミール・バレンティンのシーズン最多本塁打記録更新の話題に関しては「（記録を）抜いてほしいと思ってるよ。今回は誰も気を遣う場面はないもん。早く王さんの呪縛を取ってもらわないと。もう50年もたってるんだから、破られないほうがおかしいでしょう。どこかで終止符を打たないと、ずっと言われるから」と寛容な姿勢を示していた。その後、バレンティンは2013年9月15日の対阪神タイガース戦（神宮）において日本プロ野球シーズン本塁打新記録となる56号を放ち、見事記録を更新した(最終的には日本プロ野球史上初のシーズン本塁打60本台を記録している)。

## 詳細情報

### 年度別打撃成績
| 年 度      | 球 団           | 試 合 | 打 席 | 打 数 | 得 点 | 安 打 | 二 塁 打 | 三 塁 打 | 本 塁 打 | 塁 打 | 打 点 | 盗 塁 | 盗 塁 死 | 犠 打 | 犠 飛 | 四 球 | 敬 遠 | 死 球 | 三 振 | 併 殺 打 | 打 率 | 出 塁 率 | 長 打 率 | O P S |
| ---------- | --------------- | ----- | ----- | ----- | ----- | ----- | -------- | -------- | -------- | ----- | ----- | ----- | -------- | ----- | ----- | ----- | ----- | ----- | ----- | -------- | ----- | -------- | -------- | ----- |
| 1974       | 太平洋 クラウン | 6     | 5     | 5     | 2     | 0     | 0        | 0        | 0        | 0     | 0     | 0     | 0        | 0     | 0     | 0     | 0     | 0     | 0     | 0        | .000  | .000     | .000     | .000  |
| 1975       | 太平洋 クラウン | 12    | 4     | 4     | 0     | 0     | 0        | 0        | 0        | 0     | 0     | 0     | 1        | 0     | 0     | 0     | 0     | 0     | 0     | 0        | .000  | .000     | .000     | .000  |
| 1976       | 太平洋 クラウン | 39    | 79    | 71    | 6     | 17    | 1        | 0        | 1        | 21    | 5     | 1     | 1        | 1     | 0     | 6     | 0     | 1     | 9     | 3        | .239  | .308     | .296     | .604  |
| 1977       | 太平洋 クラウン | 103   | 340   | 318   | 29    | 93    | 10       | 1        | 4        | 117   | 29    | 1     | 8        | 6     | 1     | 10    | 0     | 5     | 29    | 7        | .292  | .323     | .368     | .691  |
| 1978       | 太平洋 クラウン | 108   | 288   | 267   | 25    | 57    | 5        | 0        | 4        | 74    | 21    | 1     | 5        | 4     | 6     | 9     | 0     | 2     | 46    | 14       | .213  | .239     | .277     | .516  |
| 1979       | 阪神            | 112   | 422   | 386   | 38    | 117   | 10       | 1        | 9        | 156   | 42    | 8     | 5        | 1     | 3     | 32    | 8     | 0     | 37    | 10       | .303  | .354     | .404     | .758  |
| 1980       | 阪神            | 126   | 481   | 441   | 34    | 113   | 12       | 2        | 4        | 141   | 32    | 2     | 4        | 12    | 1     | 26    | 5     | 1     | 42    | 21       | .256  | .299     | .320     | .619  |
| 1981       | 阪神            | 115   | 403   | 360   | 24    | 101   | 13       | 2        | 3        | 127   | 32    | 4     | 2        | 15    | 1     | 27    | 20    | 0     | 23    | 12       | .281  | .330     | .353     | .683  |
| 1982       | 阪神            | 73    | 229   | 211   | 14    | 45    | 5        | 1        | 3        | 61    | 21    | 3     | 1        | 3     | 2     | 12    | 2     | 1     | 24    | 6        | .213  | .257     | .289     | .546  |
| 1983       | 大洋            | 28    | 71    | 60    | 5     | 21    | 8        | 0        | 0        | 29    | 2     | 0     | 0        | 2     | 0     | 9     | 3     | 0     | 6     | 1        | .350  | .435     | .483     | .918  |
| 1984       | 大洋            | 99    | 306   | 292   | 26    | 79    | 6        | 0        | 8        | 109   | 25    | 2     | 2        | 2     | 2     | 9     | 1     | 1     | 45    | 13       | .271  | .293     | .373     | .666  |
| 1985       | 大洋            | 130   | 434   | 403   | 28    | 108   | 9        | 2        | 7        | 142   | 44    | 1     | 2        | 11    | 3     | 16    | 7     | 1     | 34    | 20       | .268  | .296     | .352     | .648  |
| 1986       | 大洋            | 122   | 404   | 372   | 29    | 107   | 14       | 1        | 4        | 135   | 29    | 3     | 5        | 8     | 1     | 22    | 13    | 1     | 41    | 10       | .288  | .328     | .363     | .691  |
| 1987       | 大洋            | 81    | 255   | 229   | 23    | 69    | 12       | 1        | 4        | 95    | 27    | 1     | 0        | 5     | 1     | 20    | 10    | 0     | 23    | 9        | .301  | .356     | .415     | .771  |
| 1988       | 大洋            | 74    | 173   | 156   | 13    | 37    | 5        | 1        | 1        | 47    | 8     | 0     | 0        | 1     | 0     | 16    | 8     | 0     | 12    | 5        | .237  | .308     | .301     | .609  |
| 1989       | 日本ハム        | 55    | 90    | 84    | 6     | 21    | 2        | 3        | 1        | 32    | 9     | 0     | 2        | 2     | 0     | 3     | 0     | 1     | 7     | 3        | .250  | .284     | .381     | .665  |
| 1990       | 日本ハム        | 63    | 147   | 138   | 6     | 33    | 4        | 1        | 1        | 42    | 11    | 0     | 1        | 0     | 0     | 7     | 0     | 2     | 16    | 3        | .239  | .286     | .304     | .590  |
| 1991       | 日本ハム        | 41    | 84    | 81    | 0     | 19    | 1        | 0        | 0        | 20    | 3     | 0     | 0        | 2     | 0     | 1     | 0     | 0     | 5     | 0        | .235  | .244     | .247     | .491  |
| 通算：18年 | 通算：18年      | 1387  | 4215  | 3878  | 308   | 1037  | 117      | 16       | 54       | 1348  | 340   | 27    | 39       | 75    | 21    | 225   | 77    | 16    | 399   | 137      | .267  | .309     | .348     | .657  |

- 各年度の太字はリーグ最高
- 太平洋（太平洋クラブライオンズ）は、1977年にクラウン（クラウンライターライオンズ）に球団名を変更

### 表彰
- ダイヤモンドグラブ賞：1回 （1979年）

### 記録
初記録
- 初出場：1974年4月10日、南海ホークス1回戦（大阪スタヂアム）、7回裏に捕手として出場
- 初安打・初打点：1976年4月17日、ロッテオリオンズ前期4回戦（宮城球場）、8回表に倉持明から
- 初先発出場：1976年4月25日、近鉄バファローズ前期6回戦（平和台球場）、8番・捕手として先発出場
- 初本塁打：1976年8月1日、南海ホークス後期3回戦（平和台球場）、8回裏に佐々木宏一郎からソロ

節目の記録
- 1000試合出場：1986年6月15日、読売ジャイアンツ11回戦（後楽園球場）、8番・捕手として先発出場 ※史上265人目
- 1000安打：1990年7月22日、西武ライオンズ17回戦（西武ライオンズ球場）、2回表に石井丈裕から左前安打

その他の記録
- 年間最多捕逸：1979年=17個 ※1960年の野村克也とタイ記録
- 1試合5三振：1979年5月29日、横浜大洋ホエールズ6回戦（宮城球場） ※史上初
- オールスターゲーム出場：5回（1977年、1979年 - 1982年、1985年）- 山内一弘に続いて史上2人目のセ・パ両リーグ本塁打を記録している。[要出典]

### 背番号
- 44 （1972年）
- 39 （1974年 - 1982年）
- 9 （1983年途中 - 1986年）
- 22 （1987年 - 1988年）
- 99 （1989年 - 1991年）
- 84 （1997年 - 2001年）

## 関連情報

### 現在
- バリはやッ!ZIP!（福岡放送） - 火曜日コメンテーター
- めんたいワイド（福岡放送） -水曜日コメンテーター
- 夢空間スポーツ（福岡放送）
- HAWKS プロ野球中継(スポーツライブ+） - 解説
- DRAMATIC BASEBALL（福岡放送制作、ソフトバンクが関与するビジターゲームでは読売テレビ・広島テレビ等系列局制作の中継にも出演する場合がある） - 解説

### 過去
- ナイトシャッフル（福岡放送、イレギュラー出演）
- VIVA!SPORTAS（TVQ九州放送）
- もう夜なのか（KBCラジオ、ナイターオフシーズン）
- ブギウギラジオ（KBCラジオ、イレギュラー出演）
- J SPORTS STADIUM（J SPORTS、ナイターシーズン）
- STVラジオ ファイターズスタジアム（STVラジオ）

### 著書
- プロ野球が危ない-絶叫メッタ斬り!!（学習研究社、1992年4月）